# Iqaddar
Iqaddar  (in arabo اقدار‎?) è un centro abitato e comune rurale del Marocco situato nella provincia di El Hajeb, regione di Fès-Meknès. Conta una popolazione di 8 759 abitanti (censimento 2014).